# Бабка (Ровненская область)
Бабка (укр. Бабка) — село в Варашской городской общине Варашского района Ровненской области Украины.
Население по переписи 2001 года составляло 288 человек. Почтовый индекс — 34354. Телефонный код — 3634. Код КОАТУУ — 5620889302.